# Tabitha St. Germain

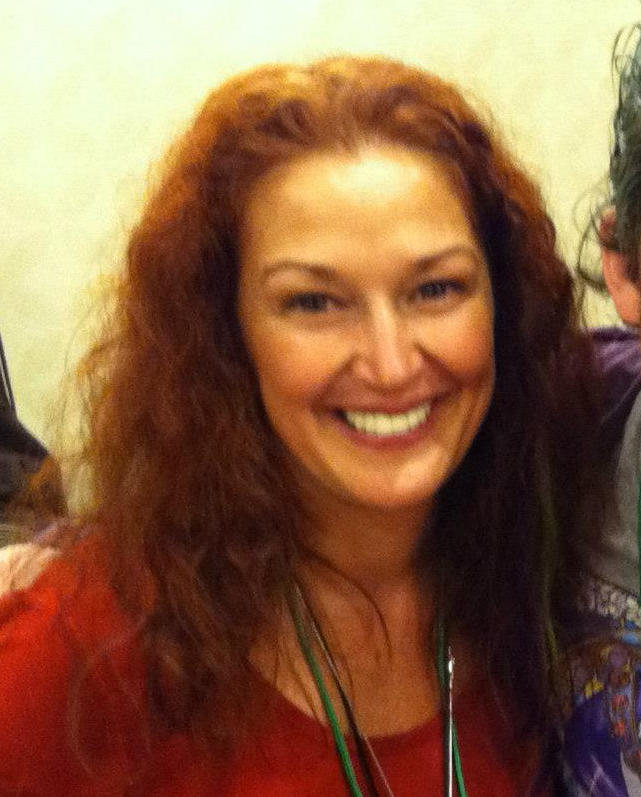
Tabitha St. Germain

Tabitha St. Germain (* 30. Oktober 1964 in Boston, Massachusetts) ist eine US-amerikanische Synchronsprecherin. Sie lebt in Vancouver, Kanada.

## Leben
Tabitha St. Germain ist seit 1985 als Synchronsprecherin tätig, dabei überwiegend im Bereich Zeichentrick und Animation. Sie wirkte bei My Little Pony als Rarity und Littlest Pet Shop als Pepper Clark mit. Insgesamt wirkte sie in knapp 300 Produktionen, darunter mit größtenteils humoristischen Rollen, mit.

## Synchronrollen (Auswahl)
- 1987: Mezon Ikkoku als Kasumi
- 1989: Super Mario Brothers Super Show als diverse Rollen
- 1989–1991: Babar als diverse Rollen
- 1995–1996: Die unendliche Geschichte als diverse Rollen
- 2000–2001: Action Man als Fidget Wilson
- 2001–2005: The Cramp Twins als Mari Phelps
- 2005–2006: Transformers: Cybertron als Lucy Suzuki
- 2006–2007: Captain Flamingo als Milo
- 2006–2008: Pucca als Pucca
- 2007–2009: Mobile Suit Gundam 00 als Soma Peries
- 2008–2009: Piets irre Pleiten als Ida Palmer
- 2008–2016: Martha Speaks als Martha
- 2009–2011: Coop gegen Kat als Phoebe
- 2010: Tara Duncan als Fafnir
- 2010: Barbie – Modezauber in Paris als Marie-Alicia
- 2010–2019: My Little Pony – Freundschaft ist Magie als Rarity
- 2011: Rekkit Riesenhase als diverse Rollen
- 2012–2016: Littlest Pet Shop – Tierisch gute Freunde als Pepper Clark
- 2013–2014: Sabrina – Verhext nochmal! als Hilda Spellman
- 2014: Voll verrückte Viecher als Pickles
- 2014–2016: Nerds and Monsters als Dudley Squat
- 2014–2016: Kate and Mim-Mim als Lily
- 2014–2017: LoliRock als Auriana
- 2015–2018: Nina`s World als Star
- 2015–2019: Supernoobs als Shope
- 2018–2021: Ninjago als Mystaké, Akita, Sammy und Nebenrollen
- 2020: Dorg van Dango als Patronella
- 2021: My Little Pony: A New Generation
- seit 2023: Ninjago: Aufstieg der Drachen als Gandalaria, Tox und Nebenrollen